# بولشایا اوموتنایا
بولشایا اوموتنایا (روسی: Большая Омутная) یک شهرک در روسیه است.